# Vlaamse Rode Lijst (loopkevers)
De huidige Vlaamse Rode Lijst (loopkevers) is gepubliceerd in 2008. Zij bevat van de uit Vlaanderen bekende loopkevers hoe het met het voorkomen is gesteld. De lijst werd door het Instituut voor Natuur- en Bosonderzoek (INBO) gevalideerd en door de minister vastgesteld in 2011.
Opgenomen soorten:
- Abax ater - Momenteel niet bedreigd
- Abax carinatus - Met uitsterven bedreigd
- Abax ovalis - Zeldzaam
- Abax parallelus - Zeldzaam
- Acupalpus brunnipes - Zeldzaam
- Acupalpus consputus - Zeldzaam
- Acupalpus dubius - Momenteel niet bedreigd
- Acupalpus exiguus - Kwetsbaar
- Acupalpus flavicollis - Momenteel niet bedreigd
- Acupalpus meridianus - Momenteel niet bedreigd
- Acupalpus parvulus - Momenteel niet bedreigd
- Acupalpus transversalis - Onvoldoende gekend
- Aepus marinus - Uitgestorven
- Agonum albipes - Momenteel niet bedreigd
- Agonum assimile - Momenteel niet bedreigd
- Agonum dolens - Uitgestorven
- Agonum dorsale - Momenteel niet bedreigd
- Agonum ericeti - Met uitsterven bedreigd
- Agonum fuliginosum - Momenteel niet bedreigd
- Agonum gracile - Zeldzaam
- Agonum gracilipes - Met uitsterven bedreigd
- Agonum livens - Zeldzaam
- Agonum lugens - Uitgestorven
- Agonum marginatum - Momenteel niet bedreigd
- Agonum micans - Zeldzaam
- Agonum moestum - Momenteel niet bedreigd
- Agonum muelleri - Momenteel niet bedreigd
- Agonum nigrum - Zeldzaam
- Agonum obscurum - Momenteel niet bedreigd
- Agonum piceum - Bedreigd
- Agonum scitulum - Uitgestorven
- Agonum sexpunctatum - Momenteel niet bedreigd
- Agonum thoreyi - Momenteel niet bedreigd
- Agonum versutum - Zeldzaam
- Agonum viduum - Momenteel niet bedreigd
- Agonum viridicupreum - Zeldzaam
- Amara aenea - Momenteel niet bedreigd
- Amara anthobia - Zeldzaam
- Amara apricaria - Momenteel niet bedreigd
- Amara aulica - Zeldzaam
- Amara bifrons - Zeldzaam
- Amara brunnea - Met uitsterven bedreigd
- Amara communis - Momenteel niet bedreigd
- Amara concinna - Uitgestorven
- Amara consularis - Kwetsbaar
- Amara convexior - Zeldzaam
- Amara convexiuscula - Zeldzaam
- Amara crenata - -
- Amara cursitans - Zeldzaam
- Amara curta - Zeldzaam
- Amara equestris - Zeldzaam
- Amara eurynota - Zeldzaam
- Amara famelica - Kwetsbaar
- Amara familiaris - Momenteel niet bedreigd
- Amara fulva - Zeldzaam
- Amara fulvipes - Uitgestorven
- Amara infima - Kwetsbaar
- Amara ingenua - Onvoldoende gekend
- Amara kulti - Kwetsbaar
- Amara lucida - Kwetsbaar
- Amara lunicollis - Momenteel niet bedreigd
- Amara majuscula - Zeldzaam
- Amara montivaga - Kwetsbaar
- Amara municipalis - Zeldzaam
- Amara nitida - Bedreigd
- Amara ovata - Momenteel niet bedreigd
- Amara plebeja - Momenteel niet bedreigd
- Amara praetermissa - Bedreigd
- Amara quenseli - Bedreigd
- Amara sabulosa - -
- Amara similata - Momenteel niet bedreigd
- Amara spreta - Momenteel niet bedreigd
- Amara strenua - Zeldzaam
- Amara tibialis - Zeldzaam
- Amara tricuspidata - Bedreigd
- Anillus caecus - Onvoldoende gekend
- Anisodactylus binotatus - Momenteel niet bedreigd
- Anisodactylus nemorivagus - Met uitsterven bedreigd
- Anisodactylus poeciloides - Met uitsterven bedreigd
- Anisodactylus signatus - Met uitsterven bedreigd
- Asaphidion curtum - Momenteel niet bedreigd
- Asaphidion flavipes - Momenteel niet bedreigd
- Asaphidion pallipes - Bedreigd
- Asaphidion stierlini - Momenteel niet bedreigd
- Badister anomalus - Zeldzaam
- Badister bullatus - Momenteel niet bedreigd
- Badister dilatatus - Zeldzaam
- Badister lacertosus - Momenteel niet bedreigd
- Badister peltatus - Zeldzaam
- Badister sodalis - Momenteel niet bedreigd
- Badister unipustulatus - Zeldzaam
- Bembidion aeneum - Zeldzaam
- Bembidion argenteolum - Bedreigd
- Bembidion articulatum - Momenteel niet bedreigd
- Bembidion ascendens - -
- Bembidion assimile - Momenteel niet bedreigd
- Bembidion atrocoeruleum - Zeldzaam
- Bembidion biguttatum - Momenteel niet bedreigd
- Bembidion bipunctatum - Zeldzaam
- Bembidion bruxellense - Kwetsbaar
- Bembidion clarki - Zeldzaam
- Bembidion decorum - Zeldzaam
- Bembidion deletum - Zeldzaam
- Bembidion dentellum - Momenteel niet bedreigd
- Bembidion doris - Zeldzaam
- Bembidion elongatum - Zeldzaam
- Bembidion ephippium - Met uitsterven bedreigd
- Bembidion fasciolatum - Zeldzaam
- Bembidion femoratum - Momenteel niet bedreigd
- Bembidion fluviatile - Zeldzaam
- Bembidion fumigatum - Zeldzaam
- Bembidion genei - Kwetsbaar
- Bembidion gilvipes - Zeldzaam
- Bembidion guttula - Momenteel niet bedreigd
- Bembidion harpaloides - Zeldzaam
- Bembidion humerale - Zeldzaam
- Bembidion inustum - Nieuw
- Bembidion iricolor - Zeldzaam
- Bembidion lampros - Momenteel niet bedreigd
- Bembidion laterale - Zeldzaam
- Bembidion litorale - Met uitsterven bedreigd
- Bembidion lunatum - Zeldzaam
- Bembidion lunulatum - Momenteel niet bedreigd
- Bembidion mannerheimi - Zeldzaam
- Bembidion maritimum - Kwetsbaar
- Bembidion milleri - Kwetsbaar
- Bembidion millerianum - Onvoldoende gekend
- Bembidion minimum - Zeldzaam
- Bembidion modestum - -
- Bembidion monticola - Met uitsterven bedreigd
- Bembidion nigricorne - Kwetsbaar
- Bembidion nigropiceum - Nieuw
- Bembidion normannum - Zeldzaam
- Bembidion obliquum - Zeldzaam
- Bembidion obtusum - Momenteel niet bedreigd
- Bembidion octomaculatum - Zeldzaam
- Bembidion pallidipenne - Zeldzaam
- Bembidion prasinum - Uitgestorven
- Bembidion properans - Momenteel niet bedreigd
- Bembidion punctulatum - Zeldzaam
- Bembidion quadrimaculatum - Momenteel niet bedreigd
- Bembidion quadripustulatum - Zeldzaam
- Bembidion quinquestriatum - Kwetsbaar
- Bembidion saxatile - Onvoldoende gekend
- Bembidion semipunctatum - Bedreigd
- Bembidion stephensi - Kwetsbaar
- Bembidion stomoides - Zeldzaam
- Bembidion striatum - Nieuw
- Bembidion tenellum - Uitgestorven
- Bembidion testaceum - Kwetsbaar
- Bembidion tetracolum - Momenteel niet bedreigd
- Bembidion tibiale - Bedreigd
- Bembidion varium - Zeldzaam
- Bembidion velox - Zeldzaam
- Blethisa multipunctata - Met uitsterven bedreigd
- Brachinus crepitans - Met uitsterven bedreigd
- Brachinus explodens - Uitgestorven
- Brachinus sclopeta - Uitgestorven
- Bradycellus caucasicus - Bedreigd
- Bradycellus csikii - Met uitsterven bedreigd
- Bradycellus distinctus - Zeldzaam
- Bradycellus harpalinus - Momenteel niet bedreigd
- Bradycellus ruficollis - Zeldzaam
- Bradycellus sharpi - Zeldzaam
- Bradycellus verbasci - Momenteel niet bedreigd
- Broscus cephalotes - Bedreigd
- Calathus ambiguus - Met uitsterven bedreigd
- Calathus cinctus - Zeldzaam
- Calathus erratus - Momenteel niet bedreigd
- Calathus fuscipes - Momenteel niet bedreigd
- Calathus melanocephalus - Momenteel niet bedreigd
- Calathus micropterus - Zeldzaam
- Calathus mollis - Zeldzaam
- Calathus rotundicollis - Momenteel niet bedreigd
- Callistus lunatus - Uitgestorven
- Calosoma inquisitor - Kwetsbaar
- Calosoma maderae - Uitgestorven
- Calosoma reticulatum - Onvoldoende gekend
- Calosoma sycophanta - Met uitsterven bedreigd
- Carabus arvensis - Bedreigd
- Carabus auratus - Bedreigd
- Carabus auronitens - Zeldzaam
- Carabus cancellatus - Met uitsterven bedreigd
- Carabus clathratus - Zeldzaam
- Carabus convexus - Uitgestorven
- Carabus coriaceus - Bedreigd
- Carabus glabratus - -
- Carabus granulatus - Momenteel niet bedreigd
- Carabus intricatus - Uitgestorven
- Carabus irregularis - -
- Carabus monilis - Bedreigd
- Carabus nemoralis - Momenteel niet bedreigd
- Carabus nitens - Bedreigd
- Carabus nodulosus - Onvoldoende gekend
- Carabus problematicus - Momenteel niet bedreigd
- Carabus violaceus purpurascens - Momenteel niet bedreigd
- Chlaenius nigricornis - Zeldzaam
- Chlaenius nitidulus - Bedreigd
- Chlaenius sulcicollis - Uitgestorven
- Chlaenius tristis - Uitgestorven
- Chlaenius variegatus - -
- Chlaenius velutinus - Onvoldoende gekend
- Chlaenius vestitus - Zeldzaam
- Cicindela campestris - Achteruitgaand
- Cicindela germanica - Met uitsterven bedreigd
- Cicindela hybrida - Achteruitgaand
- Cicindela maritima - Bedreigd
- Cicindela silvicola - -
- Cicindela sylvatica - Met uitsterven bedreigd
- Clivina collaris - Momenteel niet bedreigd
- Clivina fossor - Momenteel niet bedreigd
- Cychrus attenuatus - Zeldzaam
- Cychrus caraboides - Momenteel niet bedreigd
- Cymindis axillaris - Uitgestorven
- Cymindis humeralis - Zeldzaam
- Cymindis macularis - Zeldzaam
- Cymindis vaporariorum - Bedreigd
- Demetrias atricapillus - Momenteel niet bedreigd
- Demetrias imperialis - Zeldzaam
- Demetrias monostigma - Zeldzaam
- Diachromus germanus - Zeldzaam
- Dicheirotrichus gustavii - Zeldzaam
- Dicheirotrichus obsoletus - Zeldzaam
- Dromius agilis - Kwetsbaar
- Dromius angustus - Zeldzaam
- Dromius bifasciatus - Bedreigd
- Dromius fenestratus - Uitgestorven
- Dromius linearis - Momenteel niet bedreigd
- Dromius longiceps - Bedreigd
- Dromius melanocephalus - Zeldzaam
- Dromius meridionalis - Kwetsbaar
- Dromius notatus - Kwetsbaar
- Dromius quadrimaculatus - Zeldzaam
- Dromius quadrisignatus - -
- Dromius sigma - Zeldzaam
- Dromius spilotus - Zeldzaam
- Drypta dentata - Onvoldoende gekend
- Drypta distincta - -
- Dyschirius aeneus - Momenteel niet bedreigd
- Dyschirius angustatus - Zeldzaam
- Dyschirius chalceus - Uitgestorven
- Dyschirius extensus - Uitgestorven
- Dyschirius globosus - Momenteel niet bedreigd
- Dyschirius impunctipennis - Uitgestorven
- Dyschirius intermedius - Kwetsbaar
- Dyschirius laeviusculus - Uitgestorven
- Dyschirius luedersi - Momenteel niet bedreigd
- Dyschirius nitidus - Uitgestorven
- Dyschirius obscurus - Zeldzaam
- Dyschirius politus - Zeldzaam
- Dyschirius salinus - Zeldzaam
- Dyschirius semistriatus - Zeldzaam
- Dyschirius thoracicus - Zeldzaam
- Elaphrus aureus - Zeldzaam
- Elaphrus cupreus - Momenteel niet bedreigd
- Elaphrus riparius - Momenteel niet bedreigd
- Elaphrus uliginosus - Bedreigd
- Harpalus affinis - Momenteel niet bedreigd
- Harpalus anxius - Zeldzaam
- Harpalus ardosiacus - Zeldzaam
- Harpalus atratus - Uitgestorven
- Harpalus attenuatus - Zeldzaam
- Harpalus autumnalis - Kwetsbaar
- Harpalus azureus - Bedreigd
- Harpalus calceatus - Kwetsbaar
- Harpalus cordatus - Uitgestorven
- Harpalus dimidiatus - Uitgestorven
- Harpalus distinguendus - Zeldzaam
- Harpalus flavescens - Met uitsterven bedreigd
- Harpalus froelichi - Bedreigd
- Harpalus griseus - Zeldzaam
- Harpalus hirtipes - -
- Harpalus honestus - Met uitsterven bedreigd
- Harpalus latus - Momenteel niet bedreigd
- Harpalus luteicornis - Zeldzaam
- Harpalus melancholicus - Uitgestorven
- Harpalus melleti - Zeldzaam
- Harpalus modestus - Kwetsbaar
- Harpalus neglectus - Met uitsterven bedreigd
- Harpalus nitidulus - Kwetsbaar
- Harpalus parallelus - Uitgestorven
- Harpalus puncticeps - Zeldzaam
- Harpalus puncticollis - Bedreigd
- Harpalus quadripunctatus - Met uitsterven bedreigd
- Harpalus rubripes - Momenteel niet bedreigd
- Harpalus rufibarbis - Zeldzaam
- Harpalus rufipalpis - Zeldzaam
- Harpalus rufipes - Momenteel niet bedreigd
- Harpalus rupicola - Met uitsterven bedreigd
- Harpalus sabulicola - Uitgestorven
- Harpalus schaubergerianus - -
- Harpalus serripes - Bedreigd
- Harpalus servus - Zeldzaam
- Harpalus signaticornis - Bedreigd
- Harpalus smaragdinus - Kwetsbaar
- Harpalus solitaris - Kwetsbaar
- Harpalus stictus - Uitgestorven
- Harpalus sulphuripes - -
- Harpalus tardus - Momenteel niet bedreigd
- Harpalus tenebrosus - -
- Harpalus vernalis - Bedreigd
- Lebia chlorocephala - Zeldzaam
- Lebia cruxminor - Met uitsterven bedreigd
- Lebia cyanocephala - Uitgestorven
- Lebia marginata - Uitgestorven
- Leistus ferrugineus - Momenteel niet bedreigd
- Leistus fulvibarbis - Momenteel niet bedreigd
- Leistus piceus - Met uitsterven bedreigd
- Leistus rufomarginatus - Momenteel niet bedreigd
- Leistus spinibarbis - Kwetsbaar
- Leistus terminatus - Momenteel niet bedreigd
- Licinus cassideus - -
- Licinus depressus - Zeldzaam
- Licinus hoffmannseggi - -
- Licinus punctatulus - Uitgestorven
- Licinus silphoides - -
- Lionychus quadrillum - Zeldzaam
- Loricera pilicornis - Momenteel niet bedreigd
- Masoreus wetterhali - Zeldzaam
- Metabletus foveatus - Momenteel niet bedreigd
- Metabletus obscuroguttatus - -
- Metabletus truncatellus - Momenteel niet bedreigd
- Microlestes maurus - Zeldzaam
- Microlestes minutulus - Zeldzaam
- Molops piceus - Zeldzaam
- Nebria brevicollis - Momenteel niet bedreigd
- Nebria livida - Onvoldoende gekend
- Nebria picicornis - -
- Nebria salina - Momenteel niet bedreigd
- Notiophilus aestuans - Bedreigd
- Notiophilus aquaticus - Momenteel niet bedreigd
- Notiophilus biguttatus - Momenteel niet bedreigd
- Notiophilus germinyi - Zeldzaam
- Notiophilus palustris - Momenteel niet bedreigd
- Notiophilus quadripunctatus - Zeldzaam
- Notiophilus rufipes - Momenteel niet bedreigd
- Notiophilus substriatus - Momenteel niet bedreigd
- Odacantha melanura - Zeldzaam
- Olisthopus rotundatus - Zeldzaam
- Omophron limbatum - Zeldzaam
- Oodes helopioides - Momenteel niet bedreigd
- Panagaeus bipustulatus - Zeldzaam
- Panagaeus cruxmajor - Momenteel niet bedreigd
- Parophonus maculicornis - Zeldzaam
- Patrobus atrorufus - Zeldzaam
- Perigona nigriceps - Zeldzaam
- Perileptus areolatus - Met uitsterven bedreigd
- Pogonus chalceus - Zeldzaam
- Pogonus littoralis - Met uitsterven bedreigd
- Pogonus luridipennis - Met uitsterven bedreigd
- Polystichus connexus - Nieuw
- Pristonychus terricola - Kwetsbaar
- Pterostichus aethiops - -
- Pterostichus anthracinus - Momenteel niet bedreigd
- Pterostichus aterrimus - Bedreigd
- Pterostichus cristatus - Zeldzaam
- Pterostichus cupreus - Momenteel niet bedreigd
- Pterostichus diligens - Momenteel niet bedreigd
- Pterostichus gracilis - Zeldzaam
- Pterostichus interstinctus - Uitgestorven
- Pterostichus kugelanni - Met uitsterven bedreigd
- Pterostichus lepidus - Kwetsbaar
- Pterostichus longicollis - Met uitsterven bedreigd
- Pterostichus macer - Kwetsbaar
- Pterostichus madidus - Momenteel niet bedreigd
- Pterostichus melanarius - Momenteel niet bedreigd
- Pterostichus metallicus - -
- Pterostichus minor - Momenteel niet bedreigd
- Pterostichus niger - Momenteel niet bedreigd
- Pterostichus nigrita - Momenteel niet bedreigd
- Pterostichus oblongopunctatus - Momenteel niet bedreigd
- Pterostichus punctulatus - Uitgestorven
- Pterostichus quadrifoveolatus - Zeldzaam
- Pterostichus rhaeticus - Momenteel niet bedreigd
- Pterostichus strenuus - Momenteel niet bedreigd
- Pterostichus vernalis - Momenteel niet bedreigd
- Pterostichus versicolor - Momenteel niet bedreigd
- Somotrichus elevatus - Onvoldoende gekend
- Sphodrus leucophthalmus - Uitgestorven
- Stenolophus mixtus - Momenteel niet bedreigd
- Stenolophus skrimshiranus - Kwetsbaar
- Stenolophus teutonus - Momenteel niet bedreigd
- Stomis pumicatus - Momenteel niet bedreigd
- Synuchus nivalis - Momenteel niet bedreigd
- Tachys bistriatus - Bedreigd
- Tachys bisulcatus - Bedreigd
- Tachys micros - Zeldzaam
- Tachys parvulus - Zeldzaam
- Tachys quadrisignatus - Zeldzaam
- Tachys scutellaris - Bedreigd
- Tachyta nana - Nieuw
- Thalassophilus longicornis - Zeldzaam
- Trechus discus - Zeldzaam
- Trechus micros - Zeldzaam
- Trechus obtusus - Momenteel niet bedreigd
- Trechus quadristriatus - Momenteel niet bedreigd
- Trechus rivularis - -
- Trechus rubens - Bedreigd
- Trechus secalis - Zeldzaam
- Trichocellus cognatus - Zeldzaam
- Trichocellus placidus - Zeldzaam
- Trichotichnus laevicollis - Zeldzaam
- Trichotichnus nitens - Kwetsbaar
- Zabrus tenebrioides - Met uitsterven bedreigd